# Michael Breij
Michael Breij (Amsterdam, 15 gennaio 1997) è un calciatore olandese, attaccante del Roda JC.

## Caratteristiche tecniche
È un'ala sinistra.

## Carriera
Cresciuto nelle giovanili del Groningen, ha esordito in prima squadra il 19 aprile 2018 in occasione del match di Eredivisie pareggiato 1-1 contro l'Utrecht.
Segna la prima rete in Eredivisie il 25 agosto successivo decidendo il match vinto 1-0 contro il De Graafschap.

## Palmarès

### Club

#### Competizioni nazionali
- Eerste Divisie: 1

Cambuur: 2020-2021